# Raye (導演)
Raye（1981年—），本名劉新銳，是台灣紀錄片導演，代表作為《十二夜》。

## 生平
生於花蓮縣。畢業於世新大學廣播電視電影學系。畢業後從事MV、電影預告的剪接工作。
Raye在就讀臺北市立信義國民中學時就有接觸流浪狗和收容所的經歷。她也深受紀錄片《血色海灣》影響。2013年，Raye與九把刀和周宜賢合作，執導紀錄片《十二夜》，記錄收容所內流浪狗十二天的歷程。《十二夜》上映後造成了廣泛的反響，引發公眾對流浪動物問題的關注。
自2017年起，Raye開始集資計畫拍攝《十二夜》的續集《十二夜2：回到第零天》，待兩年後電影完成時再開啟第二階段募資，前後兩階段總計共募集1,460萬元，創下了台灣紀錄片群眾募資的最高紀錄。2020年11月27日，《十二夜2：回到第零天》上映。該片走訪了台灣十一個縣市以及美國、日本和奧地利，訪問了逾200名專業人士。

## 獲獎
- 2016年，獲世界愛犬聯盟頒授金犬獎[11]。
- 2023年剪輯作品《台灣犯罪故事-出軌》入圍第58屆金鐘獎戲劇類節目剪輯獎。